# Giovanni Battista Bossi
Pour les articles homonymes, voir Bossi.
Giovanni Battista Bossi  (Novare, 5 mai 1864 – Milan, 26 juillet 1924) a été un architecte italien, auteur de bâtiments Art nouveau à Milan.

## Biographie
Fils de l'architecte Francesco Bossi et de Teresa Arena, il fut poussé aux études d’ingénieur par son père qui l’inscrit à l’Ecole Polytechnique de Pavie. Il était plus attiré vers la peinture et après une année il s’inscrit à l'Académie de Brera ou il étudia sous le guide du peintre Eugenio Grignous.
En 1888 il se maria avec Ida Gadda, fille de l’entrepreneur  du bâtiment Pietro Gadda, pour qui il  développa une grande partie de son activité d’architecte (immeuble Gadda, immeuble Bossi, chapelle funéraire Gadda). Il laissa l'Académie et s’inscrit à une école spéciale d’architecture ou  en  1889 il reçut un prix avec médaille de bronze dans la troisième  classe de l’école d’architecture élémentaire et une mention honorable à l’école de  prospective.
En 1891 il remporta une mention honorable à la quatrième année et en  1894 il reçut  la qualification de professeur de dessein architectonique.
En  1900 il fut nommé membre honoraire de l’Académie de Brera et ensuite du Conseil Archéologique.
Il travailla jusqu’à 1904 en via Fatebenefratelli 21, ensuite en Piazza Oberdan 4, pour suivre mieux les travaux de immeuble Alessio et immeuble Bossi dans le quartier Monforte.
En  1905 il fit part de la rédaction de l’'Architettura Italiana et de la Commission d’Examen de la Faculté d’Architecture de l’École polytechnique de Milan, avec les architectes Giuseppe Sommaruga, Moretti, Ulisse Stacchini, en 1910 il fut nommé  Chevalier de l’Ordre de la Couronne d'Italie.
En 1906 il participa a l’Exposition universelle de 1906 pour laquelle il avait projeté le Pavillon de la Paix.
Sa production ralentit, et ensuite termina à cause de la Première Guerre mondiale, son dernier œuvre fut le projet de l’immeuble des frères Conti en corso Magenta 84, achevée en  1913.
Il mourut en 1924 à l’âge de soixante  ans.
Selon C.  Guenzi  «relativement à la production de Moretti, de Sommaruga, plus monumentale e voyante, celle de  Bossi est en réalité beaucoup plus significative, du point de vue typologique, pour la recherche de entrer derrière les façades: les plans des logements de G.B. Bossi sono dessinés avec habileté, avec économie d’espace, les solutions de aération, de lumière,  escaliers et pièces techniques sont si ingénieuses  qu’on doit placer son œuvre à un niveau absolument différent de la majeure partie de ses contemporains.».

## Œuvres
- 1884 projet de complètement de Piazza Duomo à Milano
- 1893 Casa Gadda (Milano, Piazza Castello 20) en style éclectique dans lequel il habita lui-même
- 1903 Chapelle Biffi (Cimetière monumental de Milan),  bâtie pour l’industriel  chimique Antonio Biffi en style romantique avec  allusions à l’architecture byzantine

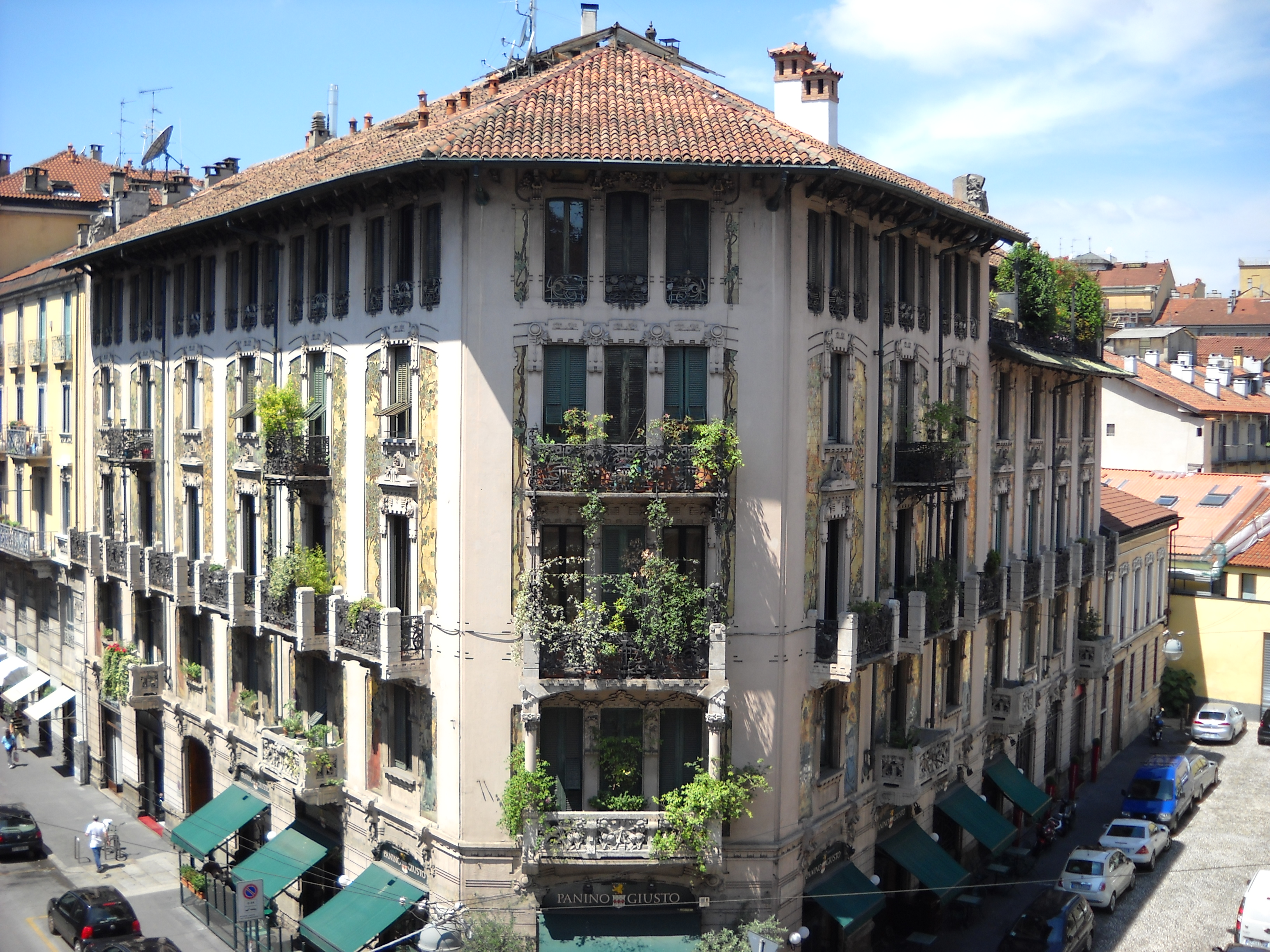
1902-1905 Casa Galimberti (Milan, via Malpighi 3, coin avec via Sirtori), considéré un des bâtiments plus beaux de l’Art nouveau  de Milan avec une très riche décoration avec carreaux avec images  en céramique, fer forgé et motifs floréals en ciment, tous dessinés par Bossi
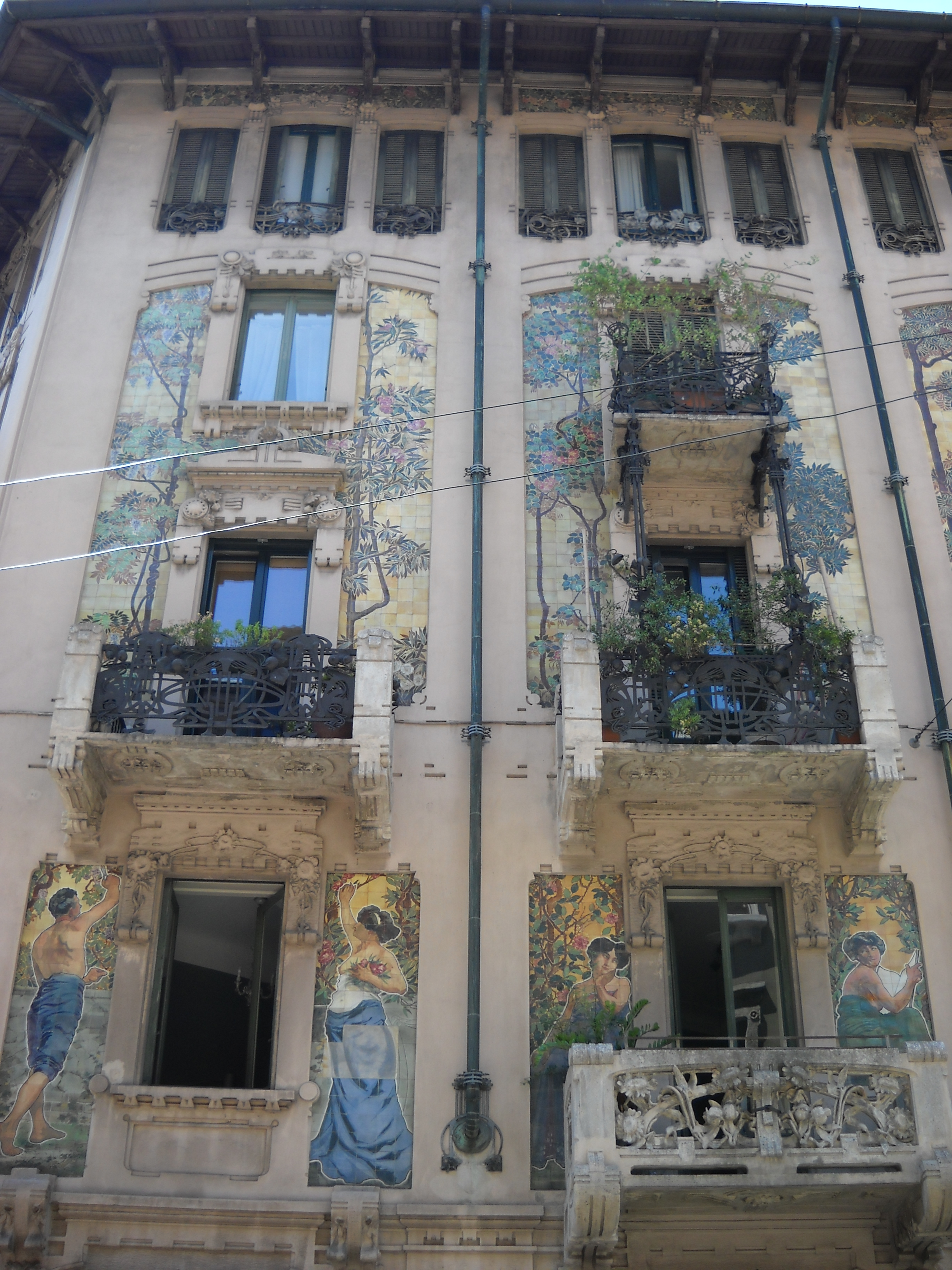
Casa Galimberti, façade sur via Sirtori

- 1904 Tombeau De Benedetti (Cimetière monumental de Milan, secteur juif) en style art nouveau
- 1904 Casa Bossi (Milan, viale Piave 11-13) avec décorations en ciment avec motifs floréal (l'immeuble du  numéro 15 a été détruit pendant un bombardement de la deuxième guerre mondiale)
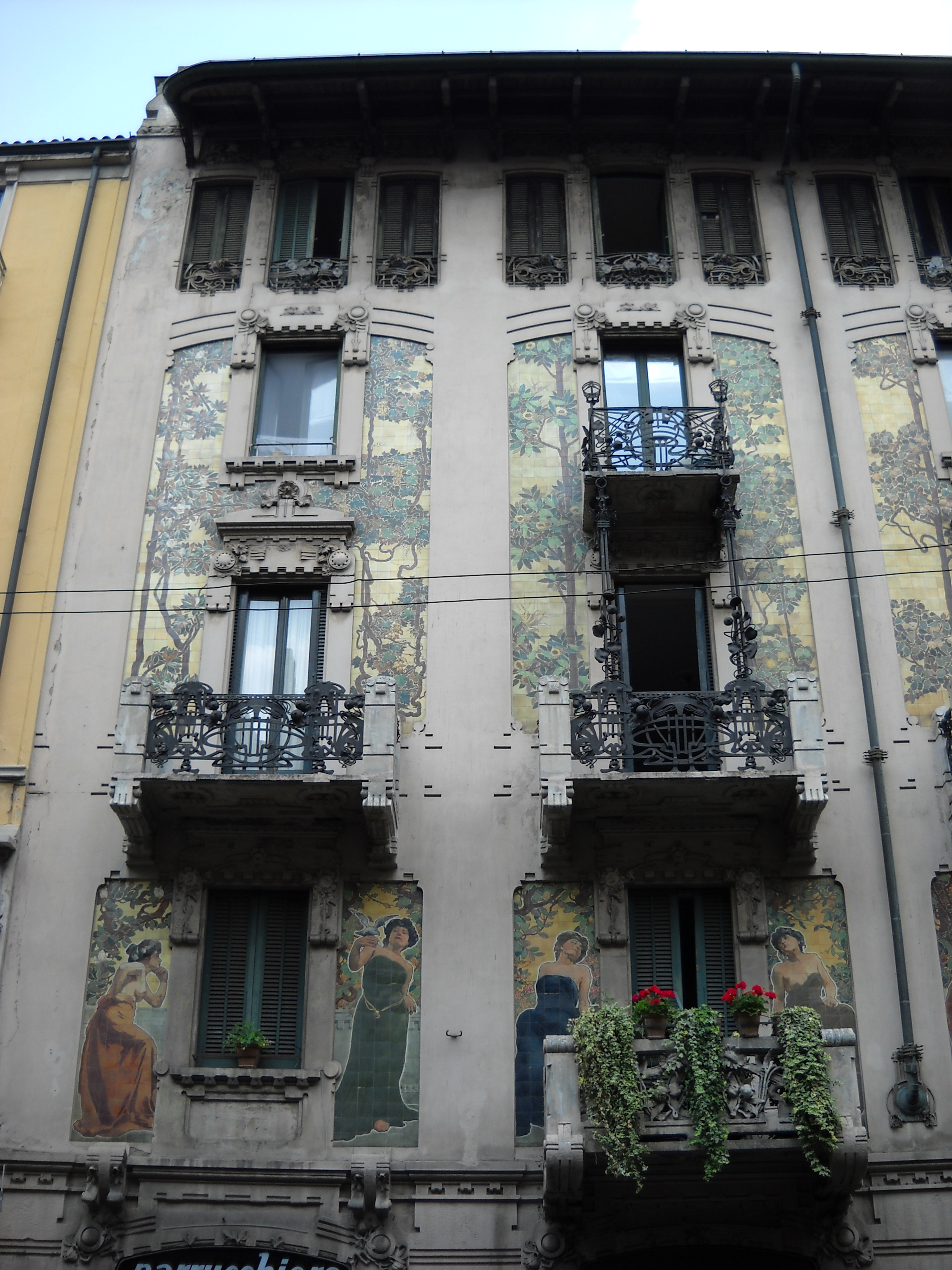
1904-1906 Casa Guazzoni (Milan, via Malpighi 12, coin avec via Melzo) en style art nouveau avec fer forgé de Alessandro Mazzucotelli, ciments décoratifs et fresques de l'acquereliste Paolo Sala (Milan, 1859-1924)
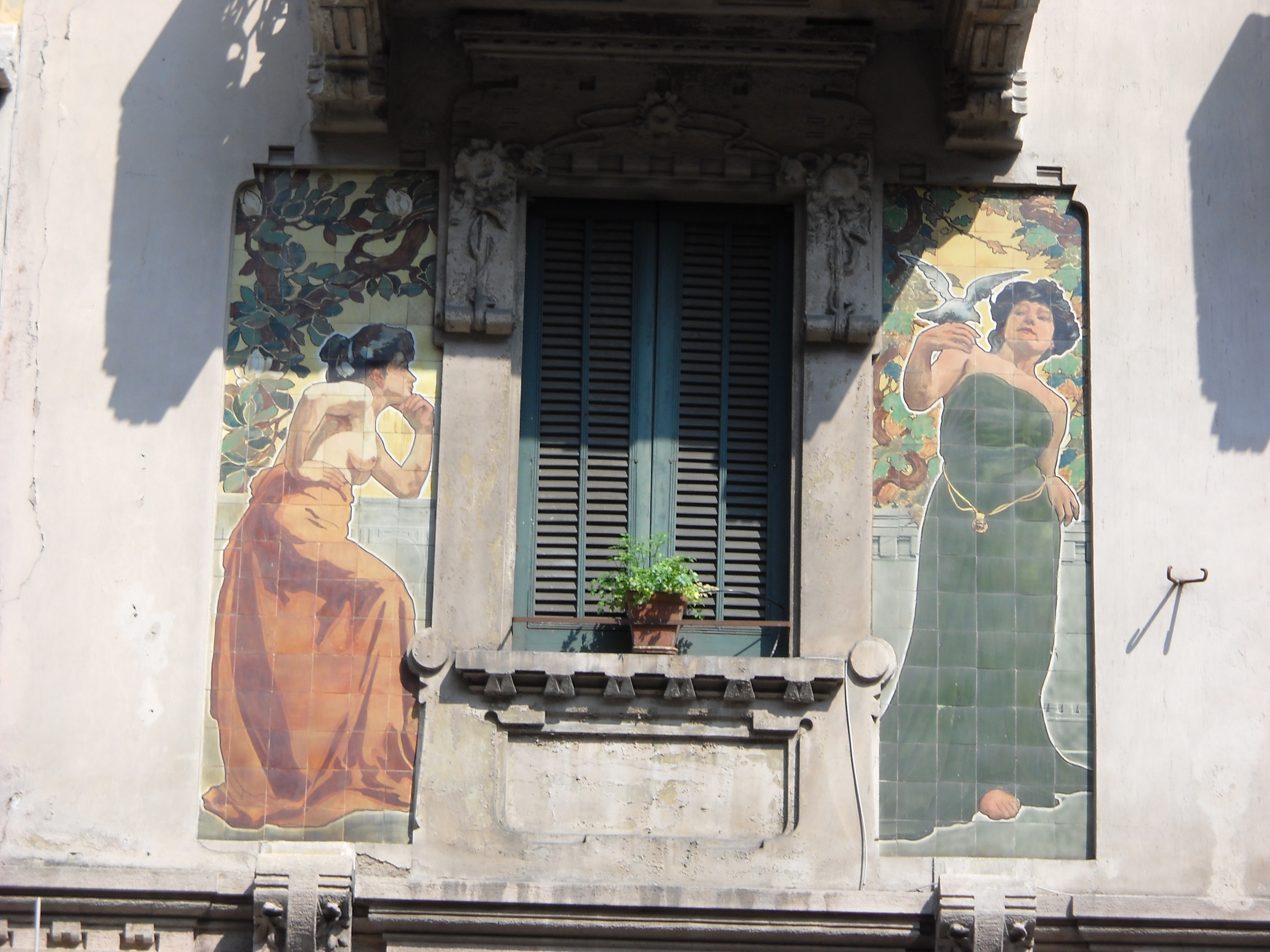
Casa Galimberti, figures sur la façade sur via Malpighi
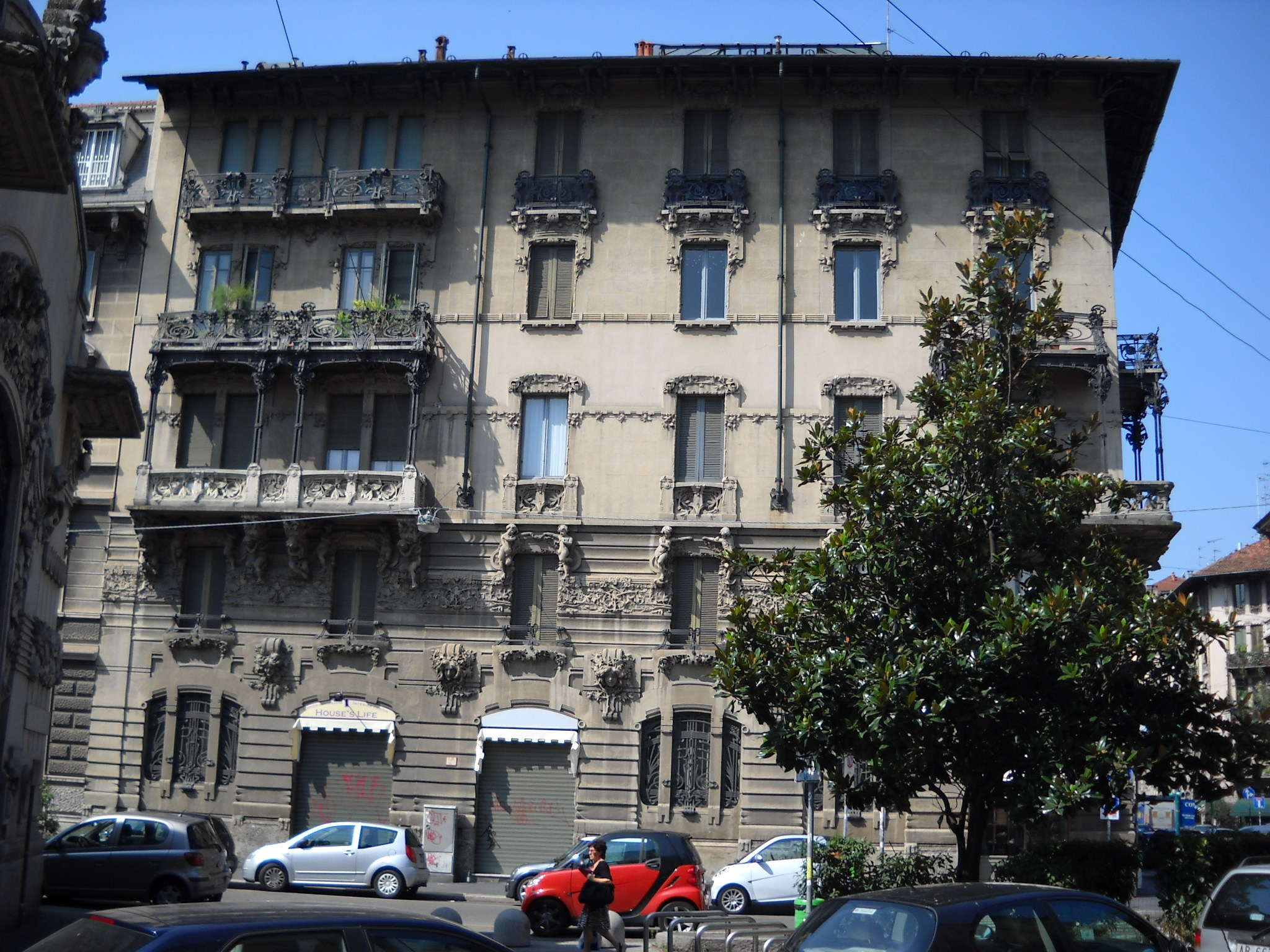
Casa Guazzoni, via Malpighi 12, façade sur via Melzo
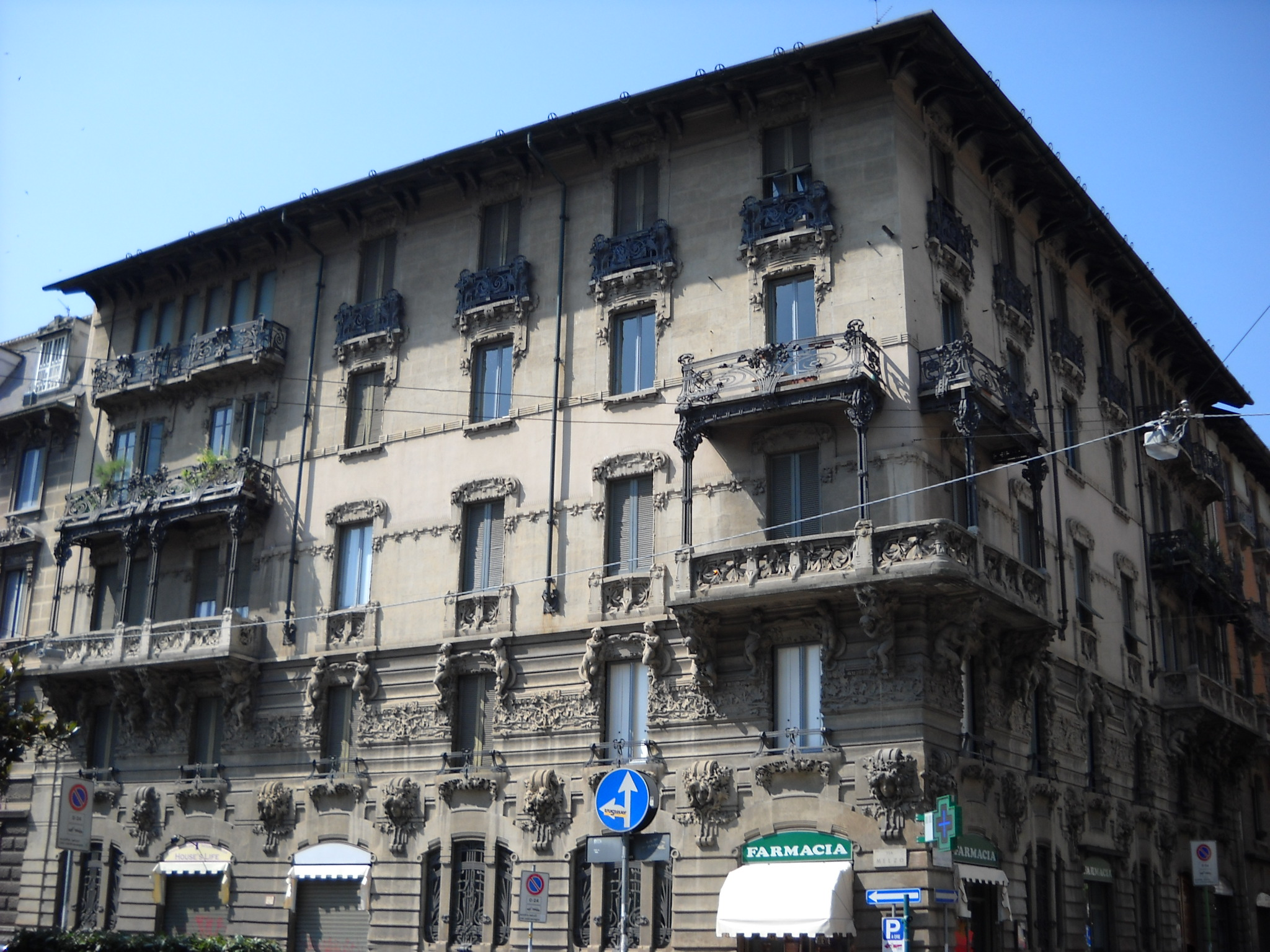
Casa Guazzoni, façade
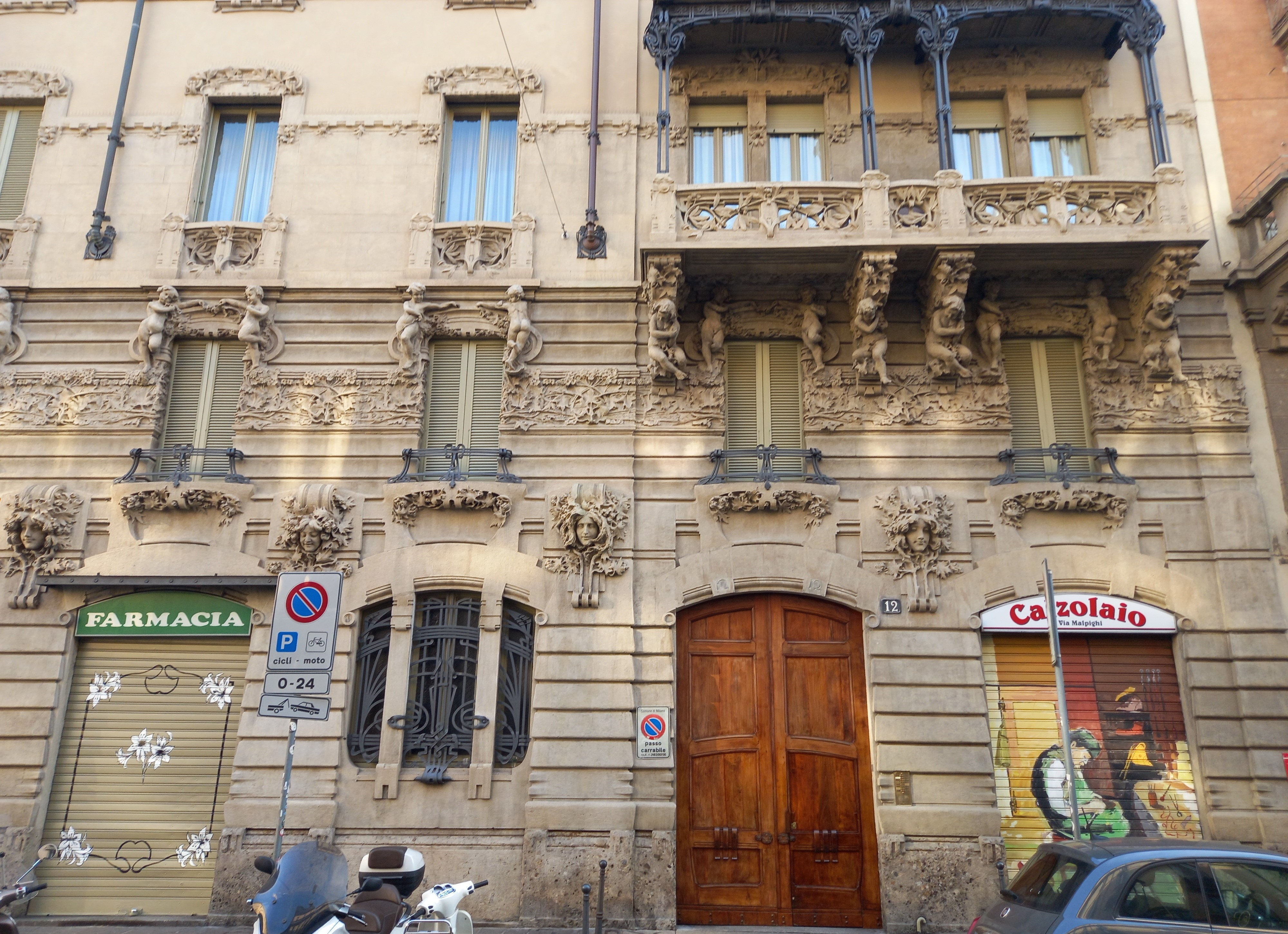
Casa Guazzoni, entrée

- 1904-1906 Casa Alessio (Milan, via de Bernardi 1) en style art nouveau
- 1905-1907 Casa Centenara  (Milan, corso Buenos Aires 66) en style art nouveau
- 1906 Pavillon de la Paix à l’Exposition Internationale du Simplon, commissionné par le Cav. Guazzoni
- 1907 Chapelle de la famille Alessio (Cimetière monumental de Milan)
- 1910 -1913 Immeuble des frères  Conti (Milan, corso Magenta 54) en style néo quatre cent
- 1912 Casa Riotta (Milan, corso Vercelli 38, coin avec via Belfiore) en style éclectique avec éléments art nouveau
- 1912 Milan, complexe en via Goldoni 60, via Ceradini 1-3-5, corso Plebisciti 9 en style éclectique avec éléments art nouveau
- Chapelle ing. Pietro Gadda (Cimetière monumental de Milan)
- 1922 Villa Tarchini (Brescia)